# D1 GRAND PRIX

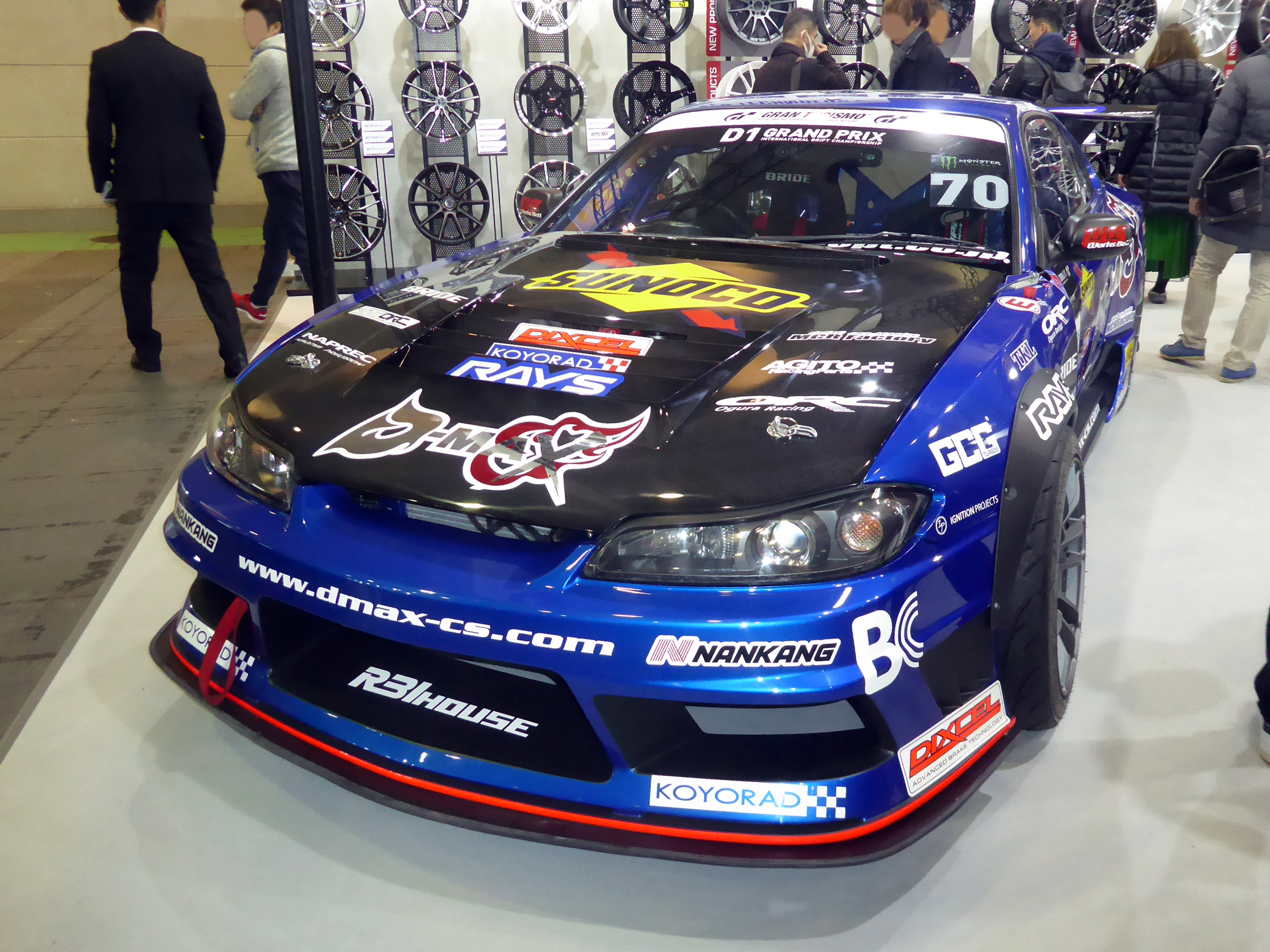
D1GP参戦車両 (S15 シルビア)

D1 GRAND PRIX（ディーワングランプリ）は、ドリフト走行の技術を競うモータースポーツの選手権である。通称は「D1グランプリ」「D1GP」。

## 概要
「全日本プロドリフト選手権」の名称で2000年にスタートし、翌年からは「D1グランプリ」 (D1 GRAND PRIX) として開催されている。単に速さを競う一般的なモータースポーツとは異なり、ドリフト走行における迫力や芸術性をポイント化し競う。シリーズ戦（年間6-10戦）で争われ、現在では国内最高峰のドリフト競技のシリーズとなっている。旧来は「D1GPインターナショナル・ドリフト・チャンピオンシップ」を正式名称としていたが、2024年よりJAFの日本選手権にドリフト競技が加わったことにより、正式名称は『JAF 日本ドリフト選手権 D1グランプリシリーズ』、シリーズ名は『グランツーリスモ D1グランプリシリーズ』となっている。
シリーズ戦には1台で走る「単走」と2台で走る「追走」の2種目が設定されており、各ラウンドで両種目の1位を決めるとともに、追走トーナメントにおいて最後まで勝ち上がった選手がそのラウンドの優勝者となる。かつては審査員の目視を基に採点されていたが、2013年からGPSと角速度センサーを利用した機械式採点システムのDOSS（D1 Original Scoring System）が単走で導入されており、2019年以降は追走でも使用されている。
下位カテゴリーとしてD1ライツ、さらにその下にD1ディビジョナルシリーズ（地方戦）が存在しており、それらで好成績を収めた選手がD1グランプリにステップアップするケースも少なくない。また、同じくドリフト走行の競技として国内最高峰にあるフォーミュラ・ドリフト ジャパンと並行して参戦するドライバーも存在する。
「D1 GRAND PRIX」の名称の考案者は、シリーズを立ち上げた人物でもある元レーサーの土屋圭市と雑誌『OPTION』創始者の稲田大二郎である。「全日本プロドリフト選手権」のシリーズ化にあたり、ドリフト（Drift）の「D」・土屋圭市（ドリフトキング、Drift King）の「D」・（稲田）大二郎（Daijiro）の「D」という3つの「D」から頂点を目指すという意味で、「D1」と名付けられた。

## 歴史

### D1グランプリの誕生
D1 GRAND PRIXの起源は、1995年に土屋圭市・稲田大二郎により開催された「ドリフト統一チャンピオン決定戦」である。当時の主要なドリコンであった「STCC」、「ドリコンGP」、「いかす走り屋チーム天国」（いか天）の優秀選手が参加し、統一された審査基準の下でドリフトの腕前を競った。これをきっかけとして、それまで存在しなかった「統一したルールによる、トップ選手によって競われるドリフト大会」という概念が生まれ、その後同様のコンテストが数度単発で開催された。
2000年、「全日本プロドリフト選手権」として初のプロドリフトイベントがエビスサーキットで開催され、優勝には50万円の賞金がかけられて行われた。それまでにも全国の強豪ドライバーを集めて優勝を競う単発のイベントは行われていたが、賞金をかけて行われたのはこの大会が初めてのことであった。開催にあたっては「ドリフトがどれだけ上手くてもその先はない。だったらドリフトで飯を食えるように、プロ化にしよう」という意図があり、土屋曰く「最初のうちはOptionやビデオオプションでの仕事の斡旋も考えていたが、お金を払って見る価値が出来た」とのことである。
2001年、「D1 GRAND PRIX」の名称でこの年からシリーズが開催された。第1-3戦は観客を入れずビデオオプションの収録として行われていたが、第4戦エビスから観客を動員して開催されるようになった。

### シリーズの拡大と新たな選手の台頭
シリーズ設立当初はエビスや日光サーキット、備北ハイランドサーキット、セキアサーキットなどの比較的小規模なサーキットで開催されていたが、2002年初開催の筑波サーキットを皮切りに、富士スピードウェイ（2003年から）、オートポリス（2004年から）、鈴鹿サーキット（2006年から）、岡山国際サーキット（2008年から）などの大規模なサーキットでの開催も増加した。また、2003年からはアメリカへ進出し、カリフォルニア州のアーウィンデールスピードウェイで大会を開催（2006年まで）。日本発祥のドリフト競技が世界中に伝播するきっかけとなり、各国でドリフト競技の大会（アメリカのフォーミュラ・ドリフトなど）が開催されるようになった。さらに2004年には市街地特設コースのお台場ラウンドが初開催。2006年にはD1グランプリの下位カテゴリーとしてD1ストリートリーガル（現・D1ライツ）がスタートするなど、国内外でシリーズの拡大が続いた。
また、2001年時点では選手は皆プライベーターであり、ほとんどの選手がナンバープレート付きのマイカーを持ち込んで出走していた。しかし、翌2002年以降はチューニングパーツメーカー（ブリッツ・HKS・トラストなど）によるワークス体制での参戦やチューニングショップ（トップシークレット・RE雨宮など）による参戦が本格的に始まり、それに合わせマシンも競技専用車両へと先鋭化していった。
選手も、シリーズ初期は野村謙や谷口信輝、植尾勝浩、今村陽一など、いか天などのドリコンで活躍した選手が中心であったが、2000年代中盤になると川畑真人や斎藤太吾など、キャリアの初期からD1GPを中心として戦ってきた選手が頭角を現し、2000年代後半には横井昌志や松井有紀夫、末永直登など、D1ストリートリーガルからステップアップしてきた選手も現れた。

### ドリフト競技の国内最高峰として
2010年12月9日のD1コーポレーション取締役会において、稲田大二郎・土屋圭市両名がD1コーポレーション取締役を辞任し、今後の運営から離れることが表明された。競技化を勧める両名と興業化を計るD1コーポレーション側で溝が生まれたことが原因とされる。稲田・土屋の二人は2011年に対抗イベントとしてドリフトマッスルを立ち上げた。「なるべくお金のかからない、腕だけで勝負できる大会」を志向するドリフトマッスルに対し、D1GPはドリフト競技の国内トップカテゴリーとして、先鋭化したマシンによる大規模なモータースポーツイベントへの道を歩み始めた。
2012年にはそれまで審査員によって行われていた審査・採点に機械採点システムのDOSSが導入され、翌2013年からは単走の採点がDOSSのみとなる。2019年からは追走の審査でもDOSSの得点が使用されるようになった。また、2014年には株式会社D1コーポレーションがJAFの加盟団体になり、合わせてレギュレーションもJAFの規定により変更されることとなった。以降、それまでのパワー戦争を支えたNOSの使用が禁止となり、2JZ-GTEをはじめとする大排気量エンジンの車両が上位争いのマストアイテムとなる。
2010年代中盤以降は、藤野秀之や横井昌志、小橋正典、中村直樹のチャンピオン獲得に代表されるように、ストリートリーガル出身の選手がトップコンテンダーに続々のし上がっており、他の選手としのぎを削っている。
興行・エンターテインメントとしての側面も模索されており、2010年代前半から中盤にかけてはよしもとクリエイティブ・エージェンシー所属のお笑い芸人がゲストとして参加したり、中部国際空港（セントレア）や舞洲スポーツアイランド、ハウステンボスなどの新たな特設コースラウンドが設けられたりしている。2018年にはスマートフォンゲームのドリフトスピリッツがスポンサーとして名を上げ、同ゲーム内で史上初となる1年を通したシーズンコラボが開催された。
2020年シーズンは新型コロナウイルスの影響のためスケジュールが変更され、一部のラウンドは感染防止のため無観客で開催された。同年、かつてD1と袂を分かったドリフトマッスルの後継シリーズであるドリフトキングダムと運営統合され、キングダムの上位ランカーが参戦した。
2021年、シリーズ初年度から唯一連続開催を続けてきたエビスサーキット南コースがダート路面へと改修されるため、D1GPの開催がこの年限りとなった。
2022年シリーズより、2014年から続いたモンスターエナジーのオフィシャルドリンクスポンサーが解除となった。理由は不明。これにより2013年以来実に9年振りとなるモンスターエナジーのロゴがないスポンサーボックスや2014年以来となるスポンサーロゴ無記載のゼッケンとなった。

### 海外シリーズの再始動と「日本ドリフト選手権」設立
2022年末より、中国シリーズ以来となる海外シリーズとしてD1 SEA SERIES PHILIPPINESが開催。2023年より正式にD1 SEA SERIES(D1東南アジアシリーズ)とD1 Thailand SERIES(D1タイシリーズ)の正式発足がアナウンスされた。また、5月19日には韓国シリーズとして、D1 Korea with KDGPが開催。こちらは現地の大会にD1運営が絡むような形での参加で、大会優勝者にはD1LIGHTSライセンスの発行が行われる。2023年10月にはD1GP TAIWANとして台湾シリーズを発足することを宣言し、2024年から開始する予定とした。
2023年12月5日、JAFは「日本ドリフト選手権」として43年振りに日本選手権を設立。エントラントにD1運営を承っているサンプロスを指名した。
2024年4月16日、韓国にてD1GP&KDGPとして正式に韓国シリーズが発足した。
2024年4月22日に行われたモーターファンフェスタ2024にて、正式に「JAF 日本ドリフト選手権 D1グランプリシリーズ」の始動を発表した。またこれに伴い、D1 LIGHTSも「地方ドリフト選手権 D1 LIGHTS」とすることも併せて発表された。
2024年12月14日・15日にD1ブラジルシリーズとしてプレシーズンマッチを開催する事を発表した。また合わせて台湾シリーズの開催日程も発表され、ブラジルシリーズと同日の開催となった。

## 車両
市販車を改造した車両で争われる。競技の特性上、ベースとなる車両の駆動方式のほとんどはFRであるが、かつてはスカイラインGT-Rやインプレッサ、ランサーエボリューションなど、4WDの車両をFRに改造した車両も少ないが存在した。
シリーズ初期より中心的な車種としては、シルビアが挙げられる。ここ数年は特にS15シルビアが出場する車両の多数を占めており、さらにエンジンを純正のSR20DETから大パワーを得ることのできるエンジン（特に2JZ-GTE、他にVR38DETT、RB26DETTなど）に換装することが定石となっているが、SR20DETのまま戦う選手も少数ではあるが存在する。エンジンにはフルチューンに近いチューニングが施され、発揮される馬力は多くが800馬力から1000馬力以上に達する。他のベース車両としては、180SXやチェイサー、マークIIが代表的である。近年では、2012年に86を複数のチームが投入し、2JZ-GTEやEJ25など、様々なエンジンが使用された。2013年にはトラストによってR35GT-Rが、2019年には斎藤太吾と川畑真人によってGRスープラが投入されている。2022年からはGR86も活躍している。
他の自動車競技車両と違う点として特徴的なのが、2004年シリーズより導入されたスポンサーボックスである。D1GP・ライツ（旧ストリートリーガル）・地方戦・東西戦その全てにおいて協賛企業のロゴが記載された1枚の大きなステッカーを車両側面に貼るというもので、当時は前例がなく、今現在でもD1マシンの象徴でもある。また近年では、D1出身選手主催のイベントやD1関連企業のイベントにてオリジナルのスポンサーボックスを貼っていることも増えてきた。このスポンサーボックスはフォーミュラ・ドリフト ジャパンやその他の競技大会において、D1車両を使う際に目立たないように上から隠すか剥がすかの措置を行う選手も多い。
トランスミッションも多くの場合は競技用のシーケンシャルミッションに換装され、近年ではドリフト用のアームとナックルによってドリフトの角度維持に必要な前輪の切れ角を向上させたり、前後重量配分の適正化のためにラジエーターを車両のトランクに設置したりするなど、各所にドリフト競技に適した改造が施されている。

### タイヤ
D1GPにおいて、タイヤメーカー同士の争いが激しさを増したきっかけとなったのが、2007年のトーヨー契約ドライバーの川畑真人・黒井敦史・佐久間達也からなる「TEAM TOYO TIRES DRIFT」の結成である。タイヤメーカーの直系チームの参戦は、それまでチューニングパーツメーカー中心であった参戦形態がタイヤメーカー中心に置き換わる呼び水となり、トーヨー、ブリヂストン、ダンロップ/ファルケン、ヨコハマ、グッドイヤーによる争いが繰り広げられ、グリップ性能の向上が進んだ。
さらに2010年代に入ると、ハンコックやフェデラルを皮切りに、中国や台湾などアジア系のタイヤメーカーが続々進出し、タイヤ開発は激化の一途を辿る。アジア系メーカーは日本でのSタイヤに相当する、溝がほとんど無く強烈なグリップを発揮するタイヤを投入して国内メーカーに対抗。これによって競争力を失いつつあった国産メーカーは次々に撤退を選び、一時期はトーヨーのみとなっていた事があった。
2017年と2018年は、大会のオフィシャルスポンサーメーカー以外が製造したタイヤは使用不可であったが、2018年シリーズ途中にダンロップがスポンサーから撤退。この時は特認としてシーズン終了までダンロップタイヤを使用することを認めた。その後2019年に規則が変更され、大会スポンサーメーカー以外のタイヤも使用できるようになった。
タイヤのグリップ力の増大傾向には歯止めがかからず、マシンパーツ（特に駆動系）のトラブルが多発していたことに加え、価格の高騰やサーキットへの路面に対するダメージ（高速回転によって溶け出したタイヤのゴムが路面に残る、あるいは駆動によって路面を削ってしまうなどで、他のサーキットイベントに支障が出る）など、懸念が高まっていた。2022年シーズンからはリアタイヤの転がり抵抗に規定値を設けて、初めてグリップ抑制を目指すこととなった（後述）。
2024年シリーズで使用可能なタイヤメーカー 
- トーヨー（2001年- ）
- ヴァリノ（2019年- ）
- シバタイヤ (2022年- )[注 7]
- ダンロップ（ -2018年、2022年- ）
- ヴィツァー（2021年- ）
- ケンダ（2016年-2017年、2022年- ）
- ヨコハマ（ -2016年、2022年- ）[注 8]
- ゼスティノ（2015年-2018年、2022年- ）
- トライエース（2018年-2019年、2022年-）
- ナンカン（2017年- ）
- フェデラル（2011年-2016年、2022年- ）
- セリモ（2022年- ）
- ハビリード（2022年- ）
- ゼクノヴァ（2023年- ）
- サイルン（2020年-2021年、2023年-）
- アンタレス（2024年ｰ）
- ダバンティ（2024年ｰ）
- マックストレック（2024年ｰ）
- ゼニュー（2024年ｰ）

過去に参入していた・使用可能だったタイヤメーカー
- ブリヂストン（ -2010年、2014年-2016年）
- ファルケン（ -2008年、2012年-2016年）
- グッドイヤー（ -2018年）
- ワンリ（2016年-2017年）
- 5Fivex（2019年）
- ハンコック（2011年-?）
- リンロン（2019年-2021年）
- グッドライド（2017年-2019年、2022年-2023年 ）

## レギュレーション

### ライセンス
参加にあたっては、D1ジャパンアソシエーションが発行するモータースポーツライセンスであるD1ライセンスを取得しなければならない。
ライセンス規定は年によって流動的に変更されており、2023年は以下のようになっている。詳細な発給条件については公式サイトに掲載されている規則を参照のこと。
D1国際ドライバーズライセンス
D1-SUPERドライバーズライセンス
最上位ライセンス。日本国外のD1GPやD1チャンピオンズといった大会に出場するためにはこのライセンスが必要になる。国際自動車連盟（FIA）の発行するスーパーライセンスとは全く関係はない。発給には原則として以下のいずれかに該当することが必要。なお、このライセンスを保有している者はD1ライツには出場できない。
1. 前年のD1GPシリーズランキング8位以内
2. 過去のD1GPシリーズチャンピオンで、前年にシリーズに参戦していた
3. 5年度前までにD1GPラウンド優勝の経験があり、前年にD1GPシリーズに参戦していた

 D1-GPドライバーズライセンス
日本国内のD1GPとD1ライツに出場できるライセンス。新規発給には、前年のD1ライツシリーズにて総合16ポイント以上獲得することが必要。
国内ドライバーズライセンス
D1-Aドライバーズライセンス
D1ライツとD1ディビジョナルシリーズ（地方戦）に出場できるライセンス。新規発給には、前年のD1地方戦にて総合16ポイント以上獲得するか、前年のD1ライセンス選考会で選考会審判員より認定されることが必要。
D1-Bドライバーズライセンス
D1地方戦に出場できるライセンス。仮ライセンスを取得し、地方戦かライセンス選考会に出場すると発給される。
仮ライセンス
ライセンス講習会を受講し、ライセンス料金の支払いをした者に発給される。講習会当日のみ有効。
これらの要件を満たしていない場合でも、D1ジャパンアソシエーションが特別に認めた場合にはライセンスが発給される場合がある。
以前は「いかす走り屋チーム天国」で優秀な成績を収めた者などにもライセンスが発給されていたが、下位カテゴリーの整備が進んだ結果、現在では「D1地方戦→D1ライツ→D1GP」というステップアップの図式がほぼ固まっている。2020年にドリフトキングダムと運営統合された際には、ドリフトキングダムの参加者は推薦制度を利用してD1GPへの参加資格を得ることが可能になった。
D1ライセンスの取得に際し、かつては年齢や運転免許の有無等による制限は行われていなかった。実際過去に下部カテゴリーのD1ストリートリーガル（現・D1ライツ）では16歳の（当然日本における自動車運転免許を持たない）ドライバーが出場した例がある。しかし現在は、D1規則として各競技会時に有効な普通自動車運転免許を保有していることが参加条件となっているため、18歳未満の人間や普通自動車運転免許を持たない人間の参加は原則不可能になる。また、D1GPに出場する場合にはJAFの国内Bライセンス以上のライセンスを保有していることが必要となる。
なお「一般公道にて暴走行為を行うなど、社会的違法行為に及んだ者」などについてはライセンスが剥奪されるとしているため、暴走族等の参加は厳しく規制されている。中村直樹のように、共同危険行為（ドリフト走行）を一般公道で行ったとしてD1ライセンスを一度剥奪されたケースもある。

### 車両規定
詳しくは、D1車両規定を参照のこと。

#### エンジン・吸排気系・補機類
D1ライツとは異なり、ラジエーターを車体後方に搭載する「リアラジエーター」が認められており、前後重量配分の適正化のために現在では多くの車両がリアラジエーター化している。
排気系には触媒の装着が義務付けられており、さらに排気音量は113dB以下である必要がある。
NOS（ナイトラス・オキサイド・システム）は2013年までは使用可能であったが、2014年よりJAF公認競技化されたため現在は禁止されている。

#### タイヤ
2001年はSタイヤの使用が許可されていたが、翌年以降からは速度抑制のため禁止されていた。しかし、2010年代中頃から中国やインドネシアなどの新興メーカーがSタイヤに匹敵するグリップのタイヤをハイグリップラジアルタイヤとして投入するようになった結果、レギュレーションが有名無実化し始めたため、現在は「トレッドパターンのシー・ランド比（溝部面積÷トレッド面積）が未使用状態で22％以上」という規則となっている。さらに2022年からは、サーキット路面への負担低減やタイヤ選択肢の増加などを目指して、リアタイヤに関しては「転がり抵抗係数が10.5以下のタイヤのみ使用可能」というレギュレーションとなった。翌2023年からは、同様の規定をフロントタイヤにも適用することとなった。
また、かつては一般販売されている公道用タイヤであればサイズ等の制限はなかったが、2014年から285幅までという制限が設けられた（例外としてベースとなっている車両の製品カタログ上に285幅以上のサイズが設定されている場合のみ、その記載されている幅のサイズまで使用できる）。2019年以降はベース車両に関係なく、車両とドライバー（装備品含む）の合計重量が1275kg未満の車両は265幅まで、その他の車両は285幅までとなった。
使用できるタイヤの本数は、単走決勝以降で3セット（6本）以内である。そのため「追走のどのラウンドに残り2セットの新品タイヤを使うか」という駆け引きが発生する。
また、2018年以降は、車両同士の接触と関係なくリアタイヤがビード落ちした場合、失格処分となり、該当ラウンドの成績は剥奪される。

#### ボディー
かつては「ストリート仕様とかけ離れた変更を防ぐ」目的でパイプフレーム化は禁止されていた。が、これ自体が曖昧な定義かつ近年の競技車両の車速にレギュレーションが対応してないという指摘も多く、クラッシュ時の安全上の問題もあり、2019年よりフロントアクスルの前方200mmより前とリアのインナーフェンダーより後ろの部分に限ってパイプフレーム化が認められるようになった。
ルーフパネル・ボンネット・フェンダー・ドアなどはカーボン製に置き換えることができる。
2023年以降はバンパーやフェンダー等の外装パーツが取り付けられていない、取り付けが甘い、著しく破損し吹き飛ぶ可能性がある場合は、出走停止となった。

#### 安全装置
クラッシュからドライバーを守るため、サイドバー付かつ8点式以上のロールケージと6点式のシートベルトの装着が義務付けられている。

#### その他
- サスペンションの形式や取付け位置の変更は自由。
- 車両の外形寸法は原則として全長5000㎜、全幅2000㎜、全高1500㎜まで。また、車両重量はドライバー及びその装備品含めて1000kg以上でなくてはならない。
- スモークウィンドウの禁止（ドライバーを審査員から見やすくするため）
- 助手席の装着

など
2014年からJAFの準公認競技として認定された関係もあり、全体的な車両レギュレーションがそれ以前よりも細分化及び厳密化している。それに伴い動力としてモーターを使用する電気自動車に関する規定なども追加されている（2015年のキックオフイベントで、エキシビジョンながらプリウスをベースとして、完全なモーター駆動でFR化された車両が走行している）。

### 競技進行

#### 単走
1人の選手につき2本規定区間をドリフト走行し、点数が高かった方の得点で順位を決定。上位16名が追走トーナメントへ勝ち上がる。さらに、上位24名までに単走シリーズポイントが付与され、上位4名には別にドライバーズポイントも与えられる。各ラウンドで単走1位となった選手は「単走優勝」、年間の単走ランキングで1位となった者は「単走チャンピオン」として表彰される。
採点は機械採点システムのDOSS（下の「審査・採点」の項で詳述）によって行われ、速度の速さ・角度の大きさ・安定性などが数値化されて得点となる。これに加えて、指定されているゾーンを通過しているか否かや、ドリフトが途中で戻っていないか、コース内を走行できていたかなどを審査員が判断し、DOSSの得点から減点する形で最終的な得点が算出され、順位が決定する。2012年以降は後述の追走トーナメントで敗退した際の最終順位が単走での順位が高い順で決まるため、より重要度を増している。
2018年以前は単走に「予選」と「決勝」が存在した。2009年・2010年は予選最下位から決勝を走るノックダウン方式が採用されていた。
2011年からは単走予選（シリーズ17位以下が参加）→単走決勝（予選上位12台＋シリーズ16位以内）の形式となった。なおシリーズランキング8位以内のドライバーは結果に関わらず追走2ndステージまでシードされる（2012年からはランキングに関係なく単走決勝で16位以内には入れなければ追走予選には進めなくなった）。
2014年から単走と追走を別の日に行うツーデーイベントとなったことに合わせ、シリーズ24位以下の選手（新車優遇及び海外優遇選手、ストリートリーガル上位入賞者優遇を除く）による選考会が行われ、それを通過した選手及び選考会対象外の選手のみが単走予選に参加できる形となった（そのため結果的に本戦出場へのハードルが上がることとなった）。単走予選は2本走ることが出来るが、単走決勝は1本勝負となり、その順位によって翌日に開催される追走のトーナメント配置が決定する。単走決勝の上位8名は翌日の追走予選が免除されるシード扱いとなる。
2016年からはシリーズ上位8台はシード選手として予選免除となった。そして、単走予選を勝ち上がった16台とシード8台の計24台が単走決勝にて2本走行し、得点の高い方を用いて単走順位が決定する形となった。
2017年からは単走決勝において、24台中1本目の上位8台は2本目が免除され追走進出、残りの16台が2本目を走行し、追走に進む残りの8台を決定する形となった。
なお、2007年から2010年まで、3本とも100点を取ると「土屋圭市賞」として10万円が贈られていた。

#### 追走トーナメント
単走上位16名によるトーナメント形式で争われる。2台同時に規定区間をドリフト走行し、車両同士の接近度や同時走行時の美しさを競う。前車（先行）と後車（後追い）を交互に入れ替えて1本ずつ走り、先行がどれだけ完成度の高い単走ができているか、後追いが先行車にどれだけ食らいついていけているかが審査の基準となる。2台の走りをDOSSで得点化し、そこに審判員の加減点を加え最終的な得点になり、得点の高い方が勝ち進む。最後まで勝ち上がった選手がラウンド総合優勝となる。
勝敗が決まらない場合にはサドンデスと呼ばれる延長戦に突入し、2010年までは決着が付くまで何度も行われていたが、現在はイベントの開催時間等を考慮して、無制限でのサドンデスは決勝のみとし、ベスト16ではサドンデスなし（ただし、2本の得点の合算、及び先行時のDOSS得点の小数第2位までの得点の両方が同点だった場合、サドンデスを行う）、ベスト4までは1回と制限されている。決着が付かなかった場合は、DOSSによる採点を確認して、それに審査員の加点を加えて高い方が勝利となる。
2010年までは、10のアドバンテージを6：4、7：3のように配分して勝敗を決めていた。この形式は、漫画『頭文字D』に登場する「先行後追いバトル方式」が元となる。土屋圭市が離れた2011年以降は10点を最高としてそれぞれを採点し、2本走行した合計で1ポイント以上リードした選手が勝利するという形式になっている。
2014年から2018年までは、先行車のDOSS得点を基準として審査員による加減点によって決まる、0.5点刻みのランクで勝敗が決定する形式となった。単走決勝で9位～24位となった選手による追走予選を行い、その後追走予選通過者8人とシードとなる単走決勝上位8人のベスト16による追走決勝が行われる形式となっている。2本走行後の合計ランクが同じの場合は、先行時のランクを参照してランクが高い方が勝利となり、それでも同じ場合はDOSS採点の高い方が勝利となる形となっている。ただし、2人のランクが同一かつ総合計ランクが34以上だった場合に限り、スペシャルサドンデスという形で1本だけサドンデスを行う。さらに予選決勝を通して2人の総合計ランクが最も高い対戦がベスト追走賞となり、シーズン終了時に決定する年間MVPの受賞対象とされる。
2012年からは単走ファイナルでベスト16に残れなかった選手による「マイナー追走」が行われていたが、現在は行われていない。マイナー追走で勝利してもベスト16には進出できないものの、勝者には1ポイントが与えられる。

### 審査・採点

#### 人間審査（ -2011年）
2011年までは審査員による採点が行われ、各走行を100点満点で得点化し、それを用いて順位や勝者を決定していた。また、審査席から見にくい場所でのドリフトの戻り、ライン取り、プッシングなどの減点要素を判定するために、加減点を示す旗を持った副審査員がコース脇に配置されていた。副審査員の持つ旗には、前述の減点要素があった際に振る「青旗」と、単走時での素晴らしい飛び出しの際に旗を振って得点を加算する「ファンタスティック旗」（通常は国旗）の2つがある。単走では、コーナーへの進入スピード、角度、ライン（俗に飛距離と角度と滞空時間と表現されることも）、そしてどれだけ危険（壁など）に迫ることが出来たかが審査のポイントになった。追走では、相手よりも「スゴイ」走り（追い抜き、後ろからピッタリ寄せるなど）が出来たかがポイントとなり、単走でのポイントよりも重視される。スピン、アンダーステアはノーポイント。
2004年までは、土屋圭市（審査委員長）・鈴木学（審査委員・MC担当）、織戸学の3人で審査を行い、3人の審査委員の平均得点で勝負が決まっていた。副審査員は元D1ドライバーの神本寿。2005年から織戸が選手に転向したため、土屋圭市と鈴木学の2人で審査を行った。なお、2005年以降、鈴木学は単走の審査に関わっていない事がオフィシャルブックによって公開されている。彼が行うのは、単走1-3本目の得点と進入速度が全て同じだったときの順位付けと、追走トーナメントの第3-4位、第5-8位、第9-16位それぞれの順位決定の二箇所である。ただし、前者は一度も適用例が無い。
2009年からは審査員が土屋圭市、稲田大二郎、神本寿、山路慎一の4名となり、単走は各審査員の平均得点、追走は合算で行われるようになった。そして、追走審査において、合算した結果、差が0.5以下であった場合はサドンデスとなる。
土屋が2010年限りでD1から離れたため、2011年からは審査体制を大幅に変更。基本は5人の審判員のうち最高得点と最低得点を出した二人の得点を除いた3人分の得点を平均したものを審査得点とすることになった。審査員は神本がチーフに昇格し、残る4人は山路・飯田章・山田英二というプロドライバー3名に、雑誌『ドリフト天国』編集長の川崎隆介という体制になる。
土屋が審査委員長を務めていた頃は、単走、追走共に審査基準が以下のように年々変わった。
- 2001年 - 単走、追走ともに速度重視。
- 2002年 - 単走は角度、追走は角度が甘くても接近すること。
- 2003年 - 単走は速度と共に角度、追走は距離を詰めて角度が甘すぎない事。
- 2004年 - 単走は速度を殺さずに角度を付け、白煙を出すこと。追走は距離を詰める事はもちろんだが、角度が負けない事。
- 2005-2007年 - 単走はラインを外さずに角度と白煙の走り。追走はきちんとしたラインで入り、同じ角度で距離を詰める事。
- 2008年-  単走は速度が審査対象から外され、ライン・角度・白煙を重視。追走は2005年度からの対象に準ずる。
- 2009年-2010年　追走は今までにプラスして「同時振り」が審査の対象に加わる

#### DOSS（2012年- ）
2012年からは単走においてDOSS (D1 Original Scoring System) と呼ばれる、車両に装着する機械式の採点システムが導入された。これはGPSと角速度センサーを用いて車両の動きを数値化し自動的に採点を行うもので、2009年から3年がかりで開発が進められており、2011年にも試験的に導入され大きな問題が出なかったことから本格投入に踏み切った。このシステムについて鈴木学は「カラオケの採点のような面白さがある」と語っている。2013年からは単走ではDOSS採点のみで審査を行っており、審査員はDOSSが判定できない部分の補助としての加点減点を行う。このためこれまでとは違い、DOSS採点と審査員加点によって100点を超える点数が出る場合もある。
2014年からは、追走でも先行車にのみDOSSが取り付けられ、先行のDOSS得点を基準にしたスコアによって勝敗を決めていた。2019年からは、後追いの車両にもDOSSが取り付けられ、両車のDOSS得点を基にした審査・採点が行われており、2台のDOSSの得点が直接勝敗を分けることになった。
単走では、競技区間を4～5つのセクターに分割し、それぞれの重要度に応じて各セクターに10～30％を配分する。全てのセクターのDOSS得点の合計が最終的な得点となる。また、2019年からはコース上に白線で示された数か所の「ゾーン」が設けられ、ゾーン不通過による減点が行われるようになった。また、コース外の走行や、振り出し時の二度振りやドリフト中のアンダーステアなども減点対象となる。
追走では、先行は単走と同じく車速・角度・安定感が保たれているか、後追いは先行に合わせつつどれだけ接近できるかが求められる。後追い時に接近すると加点が行われるが、加点を狙うあまりドリフトが小さくなったり角度が浅くなったりすると、接近ポイントの加点をDOSSの低い得点が打ち消してしまう。そのため、後追い側はいかにDOSSの得点を落とさずに接近ポイントを取っていくかが勝負となっている。
なお、稀にDOSSのシステムにエラーが発生し、正確な測定・採点ができなくなることがある。その際は審査員による人間審査が行われる。2022年まではエラーが出た場合再走行であったが、2023年からは再走行をさせず、車両に搭載されたDOSSの機械（Drift Box）の記録データや審判員によって採点・順位認定することになった。
追走1本目で車両の修復や調整が必要になった際には、競技長の作業開始宣言から5分以内に修復・調整作業を行わなければ走行権利が失われる（5分ルール）。5分間ルールは1対戦につき1回使用可能。2023年は、5分以内に作業を終えられなかった場合はペナルティとして直後の走行点数から5点減点され、さらに1分以内に終えられなければ走行権利が失われた。
| 加減点の対象となる行為                                                | 加減点                                |
| --------------------------------------------------------------------- | ------------------------------------- |
| ゾーン不通過                                                          | ゾーンにより-1～-3                    |
| コース外走行                                                          | -2～-5、後追いの場合2輪までは減点無し |
| アンダーステア、二度振り                                              | -5                                    |
| クラッシュ、競技区間での停止、フライング等                            | -5～-10                               |
| 後追い時に接近した                                                    | セクターごとに+1～+3                  |
| 後追い時に接近しようとする努力を見せなかった （ノーグッドチャレンジ） | ゾーンごとに-2                        |
| 車両同士の接触等                                                      | -30を過失割合等に応じて取り合い       |
| 審査区間外での走行乱れ 設置物への接触                                 | 審査員の判断による                    |

## 歴代チャンピオン

### シリーズチャンピオン
- 2001年 - 谷口信輝 車両：シルビア (S15)
- 2002年 - 植尾勝浩 車両：スプリンタートレノ (AE86)
- 2003年 - 今村陽一 車両：RX-7 (FD3S)
- 2004年 - 三木竜二 車両：日産・シルビア (S15)
- 2005年 - 風間靖幸 車両：日産・シルビア (S15)
- 2006年 - 熊久保信重 車両：インプレッサ (GDB)
- 2007年 - 川畑真人 車両：日産・シルビア (S15)
- 2008年 - 斎藤太吾 車両：マークII (JZX100)
- 2009年 - 今村陽一 車両：日産・シルビア (S15)
- 2010年 - 今村陽一 車両：日産・シルビア (S15)
- 2011年 - 今村陽一 車両：日産・シルビア (S15)
- 2012年 - 熊久保信重 車両：ローレル (C33)
- 2013年 - 川畑真人 車両：180SX (RPS13)
- 2014年 - 高橋邦明 車両：マークX (GRX130)
- 2015年 - 川畑真人 車両：GT-R (R35)
- 2016年 - 斎藤太吾 車両：トヨタ・マークII (JZX100) 、チェイサー (JZX100)
- 2017年 - 藤野秀之 車両：日産・180SX (RPS13)
- 2018年 - 横井昌志 車両：日産・シルビア (S15)
- 2019年 - 横井昌志 車両：日産・シルビア (S15)
- 2020年 - 小橋正典 車両 : 日産・シルビア (S15)
- 2021年 - 中村直樹 車両 : 日産・シルビア (S15）
- 2022年 - 横井昌志 車両 : 日産・シルビア (S15）
- 2023年 - 藤野秀之 車両 : トヨタ・GR86（ZN8）
- 2024年 - 中村直樹 車両 : 日産・シルビア (S13）

### 単走チャンピオン
- 2011年 - 斎藤太吾 車両：トヨタ・マークII (JZX100) 、トヨタ・チェイサー（JZX100）[32]
- 2012年 - 高橋邦明 車両：トヨタ・マークX (GRX130) [33]
- 2013年 - 川畑真人 車両：日産・180SX (RPS13) [34]
- 2014年 - 末永正雄 車両：マツダ・RX-7 (FD3S)[35]
- 2015年 - 内海彰乃 車両：日産・シルビア (S15) [36]
- 2016年 - 斎藤太吾 車両：トヨタ・マークII (JZX100) 、トヨタ・チェイサー（JZX100）[37]
- 2017年 - 藤野秀之 車両：日産・180SX (RPS13) [38]
- 2018年 - 川畑真人 車両：日産・GT-R (R35) [39]
- 2019年 - 北岡裕輔 車両：トヨタ・マークII (JZX100) [40]
- 2020年 - 横井昌志 車両：日産・シルビア (S15) [41]
- 2021年 - 中村直樹 車両：日産・シルビア (S15)
- 2022年 - 川畑真人 車両：トヨタ・GR86（ZN8）
- 2023年 - 藤野秀之 車両 : トヨタ・GR86（ZN8）
- 2024年 - 中村直樹 車両：日産・シルビア (S13)

### WORLD ALL STAR優勝者（世界チャンピオン）
- 2006年 - 野村謙 車両：スカイライン（ER34）
- 2007年 - バン・ギットンJr.（英語版） 車両：マスタング

## 大会記録

### 主な大会記録
最終更新日は2024 D1グランプリシリーズ 終了後
- 通算最多勝利 … 20勝 - 斎藤太吾
- 通算最多勝利車両 … 66勝 - シルビア (S15)
- シーズン最多勝利記録 … 5勝 - 斎藤太吾、小橋正典
- 最多連勝記録 … 5連勝 - 斎藤太吾
- シーズン内最多連勝記録 … 3連勝 - 斎藤太吾、小橋正典
- 開幕戦連勝記録 … 3連勝 - 風間靖幸
- 最多シリーズチャンピオン … 4回 - 今村陽一（2023シリーズ終了現在）
- 最多連続シリーズチャンピオン … 3回 - 今村陽一
- 単走最高得点 (人間審査) … 120点 - 黒井敦史[42]
- 単走最高得点 (DOSS) … 101.27点 - 斎藤太吾
- 単走最高得点 (DOSS+ジャッジ加点) … 102.77点 - 斎藤太吾
- 最年少優勝記録（シリーズ総合）… 18歳2ヶ月 - 中村龍(D1LT)
- 最年少優勝記録（D1GPのみ） … 24歳5ヶ月 - 今村陽一
- 最年長単走100点記録 … 50歳 - 岡村和義
- 最年長優勝記録 … 51歳 - 植尾勝浩[43]
- 最年長シリーズチャンピオン … 49歳 - 藤野秀之
- シーズン単走連続優勝記録 … 6連勝 - 川畑真人
- 最多出場回数…173戦 - 上野高広

### ベースカー別勝利数
最終更新日は2024年 D1グランプリシリーズ 終了後。
| 位   | 車                                    | 優勝回数 |
| ---- | ------------------------------------- | -------- |
| 1位  | 日産・シルビア S15                    | 66       |
| 2位  | マツダ・RX-7 FD3S                     | 21       |
| 3位  | 日産・180SX RPS13                     | 13       |
| 4位  | トヨタ・マークII JZX100               | 11       |
| 5位  | トヨタ・GR86                          | 10       |
| 6位  | トヨタ・スプリンタートレノ AE86       | 9        |
| 7位  | トヨタ・GRスープラ                    | 8        |
| 8位  | 日産・スカイライン ER34               | 5        |
| 8位  | トヨタ・チェイサー JZX100             | 5        |
| 10位 | 日産・GT-R R35                        | 4        |
| 10位 | 日産・シルビア PS13                   | 4        |
| 12位 | スバル・インプレッサ GDB              | 3        |
| 13位 | 日産・スカイラインGT-R BNR32          | 2        |
| 13位 | 日産・ローレル C33                    | 2        |
| 13位 | トヨタ・マークX GRX130                | 2        |
| 13位 | 三菱・ランサーエボリューションX       | 2        |
| 13位 | トヨタ・86 ZN6                        | 2        |
| 13位 | 日産・シルビア S14                    | 2        |
| 19位 | マツダ・RX-7 FC3S                     | 1        |
| 19位 | トヨタ・ソアラ JZZ30                  | 1        |
| 19位 | 三菱・ランサーエボリューションIX CT9A | 1        |
| 19位 | トヨタ・スープラ JZA80                | 1        |
| 19位 | シボレー・コルベット C6               | 1        |
| 19位 | インフィニティ・Q60                   | 1        |

### ドライバー別勝利数
最終更新日は2024年 D1グランプリシリーズ 終了後。
| 位   | ドライバー | 回数 | 備考                                   |
| ---- | ---------- | ---- | -------------------------------------- |
| 1位  | 斎藤太吾   | 20   | 2009 Rd.3 日比野哲也との同時優勝を含む |
| 2位  | 川畑真人   | 19   |                                        |
| 3位  | 今村陽一   | 15   |                                        |
| 4位  | 横井昌志   | 12   |                                        |
| 4位  | 末永正雄   | 12   |                                        |
| 6位  | 中村直樹   | 10   |                                        |
| 7位  | 小橋正典   | 9    |                                        |
| 8位  | 熊久保信重 | 7    |                                        |
| 8位  | 風間靖幸   | 7    |                                        |
| 10位 | 藤野秀之   | 6    |                                        |
| 10位 | 日比野哲也 | 6    | 2009 Rd.3 斎藤太吾との同時優勝を含む   |
| 12位 | 谷口信輝   | 5    |                                        |
| 12位 | 野村謙     | 5    |                                        |
| 12位 | 松井有紀夫 | 5    |                                        |
| 12位 | 植尾勝浩   | 5    |                                        |
| 16位 | 末永直登   | 4    |                                        |
| 17位 | 古口美範   | 3    |                                        |
| 17位 | 蕎麦切広大 | 3    |                                        |
| 19位 | 田中一弘   | 2    |                                        |
| 19位 | 手塚強     | 2    |                                        |
| 19位 | 織戸学     | 2    |                                        |
| 19位 | 高橋邦明   | 2    |                                        |
| 19位 | 村山悌啓   | 2    |                                        |
| 19位 | 内海彰乃   | 2    |                                        |
| 19位 | 松山北斗   | 2    |                                        |
| 26位 | 春口満     | 1    |                                        |
| 26位 | 上野高広   | 1    |                                        |
| 26位 | 浅本昌俊   | 1    |                                        |
| 26位 | 山下広一   | 1    |                                        |
| 26位 | 前田謙     | 1    |                                        |
| 26位 | 三木竜二   | 1    |                                        |
| 26位 | 吉岡稔記   | 1    |                                        |
| 26位 | 平岡英郎   | 1    |                                        |
| 26位 | 黒井敦史   | 1    |                                        |
| 26位 | 時田雅義   | 1    |                                        |
| 26位 | 松川和也   | 1    |                                        |
| 26位 | 高山健司   | 1    |                                        |
| 26位 | 畑中真吾   | 1    |                                        |
| 26位 | 目桑宏次郎 | 1    |                                        |
| 26位 | 山中真生   | 1    |                                        |

## 出場選手・チーム
| No. | ドライバー              | チーム                                             | マシン                                  | モデル  | タイヤメーカー |
| --- | ----------------------- | -------------------------------------------------- | --------------------------------------- | ------- | -------------- |
| 2   | 田中省巳                | SEIMI STYLE SHIBATIRE DRIFT                        | SHIBATIRE TOPTUL D-MAX SILVIA S15       | S15     | シバタイヤ     |
| 3   | 野村圭市                | URAS RACING                                        | DUNLOP CUSCO SKYLINE                    | ER34    | ダンロップ     |
| 7   | 松井有紀夫              | TEAM 雨宮 マツキヨ MINIGT シバタイヤ               | マツキヨ MINIGT シバタイヤ 雨宮7        | FD3S    | シバタイヤ     |
| 8   | 稲岡拓也                | VEHIQL RACING × VALINO                             | VEHIQL × REMS 180SX                     | RPS13   | バリノ         |
| 9   | 粂哲也                  | TEAM BUZZBREAK DRIFT                               | MJ-STYLE S15 VALINO                     | S15     | バリノ         |
| 10  | 三好隼人                | TEAM BUZZBREAK DRIFT                               | MJ-STYLE GR86 VALINO                    | ZN8     | バリノ         |
| 14  | 玉城詩菜                | TEAM TOYO TIRES DRIFT 3                            | TEAM TOYO TIRES DRIFT VR86 #14          | ZN6     | トーヨー       |
| 15  | 藤原優汰                | Team sky FJトラスポ                                | Team sky FJトラスポ S15                 | S15     | ヨコハマ       |
| 18  | 日比野哲也              | SHIBATA RACING TEAM                                | MOTUL GR86 SHIBATIRE 18                 | ZN8     | シバタイヤ     |
| 23  | 村上満                  | Repair Create × Result Japan                       | Repair Create × Result Japan GR86       | ZN8     | シバタイヤ     |
| 27  | 茂木武士                | 27WORKS                                            | スピードマスター オリジンラボ シルビア  | S15     | シバタイヤ     |
| 30  | 中田哲郎                | TEAM TNR LOVCA エスイーシステム                    | GARAGE TNR MARKⅡ                        | JZX100  | アンタレス     |
| 31  | 蕎麦切広大              | SHIBATA RACING TEAM                                | MOTUL GR86 SHIBATIRE                    | ZN8     | シバタイヤ     |
| 32  | 多田康司                | CUSCO Racing                                       | TOYOTA 自動車部 CUSCO HKS 太章興産 GR86 | ZN8     | ヨコハマ       |
| 33  | 石川隼也                | 広島トヨタ team DROO-P                             | HT･DUNLOP･86                            | ZN8     | ダンロップ     |
| 38  | 斎藤久史                | TEAM miyaseimitsu                                  | RX15 弍号機                             | S15     | バリノ         |
| 43  | 田所義文                | レーシングサービス ワタナベ                        | USED AUTO PARTS TADOKORO VE86           | AE86    | アンタレス     |
| 50  | 石井亮                  | Team BuzzBreak                                     | Weld百式十號機                          | JZX100  | バリノ         |
| 51  | 岩井照宜                | レーシングサービス ワタナベ                        | Projectμ HID信玄 RIZEWORKS 7            | FC3S    | アンタレス     |
| 52  | 星涼樹                  | CUSCO Racing                                       | CUSCO GR COROLLA                        | GZEA14H | ヨコハマ       |
| 55  | 松川和也                | 広島トヨタ team DROO-P                             | HT･DUNLOP･85                            | AE85    | ダンロップ     |
| 56  | 森孝弘                  | GP SPORTS                                          | GP SPORTS 180SX                         | RPS13   | バリノ         |
| 63  | Konpichit Toyingcharoen | NEXZTER DRIVE TO DRIFT academy                     | NEXZTER NISSAN S15                      | S15     | シバタイヤ     |
| 66  | 藤野秀之                | TEAM TOYO TIRES DRIFT 1                            | TEAM TOYO TIRES DRIFT GR86 #66          | ZN8     | トーヨー       |
| 69  | Diego Higa              | TBN                                                | 86                                      | ZN6     |                |
| 70  | 横井昌志                | TEAM D-MAX RACING                                  | D-MAX S15 SILVIA 2JZ 4号機              | S15     | トーヨー       |
| 75  | 畑中夢斗                | DRIFT STAR Racing                                  | BALD EAGLE JZX100                       | JZX100  | バリノ         |
| 76  | 中村龍                  | TEAM MORI                                          | TEAM MORI × N-style × VALINO S13        | PS13    | バリノ         |
| 77  | 松山北斗                | TEAM TOYO TIRES DRIFT 2                            | TOYO TIRES DRIFT GR COROLLA             | GZEA14H | トーヨー       |
| 78  | 上野高広                | TEAM VERTEX                                        | VERTEX elf LEXUS RC                     | GSC10   | シバタイヤ     |
| 79  | 目桑宏次郎              | VARINO Team G-meister                              | G-MEISTER Reality VALINO E92            | E92     | バリノ         |
| 80  | 田野結希                | TEAM TOYO TIRES DRIFT 2                            | TOYO TIRES DRIFT GR86                   | ZN8     | トーヨー       |
| 81  | 和田賢志郎              | TEAM D-MAX RACING                                  | D-MAX S15 SILVIA 2JZ 3号機              | S15     | トーヨー       |
| 87  | 齋藤太吾                | FAT FIVE RACING                                    | GR SUPRA                                | A90     | シバタイヤ     |
| 88  | 川畑真人                | TEAM TOYO TIRES DRIFT 1                            | TEAM TOYO TIRES DRIFT GR86 #88          | ZN8     | トーヨー       |
| 89  | Lattapon Keawchin       | NEXZTER DRIVE TO DRIFT academy                     | NEXZTER BMW M2                          | F22     | シバタイヤ     |
| 90  | 山中真生                | ウエインズトヨタ神奈川 × 俺だっ！レーシング        | ウエインズトヨタ神奈川スープラ          | A90     | ヨコハマ       |
| 93  | 加納広貴                | 平野タイヤ ★ ハードコア ★ ロケットバニーレーシング | CRS埼玉シルビア                         | S15     | ハビリード     |
| 95  | Daychapon Toyingcharoen | TEAM VERTEX                                        | NEXZTER ARTO GR86                       | ZN8     | シバタイヤ     |
| 98  | 土居雅和                | DRIFT STAR Racing                                  | BALD EAGLE S13                          | PS13    | バリノ         |
| 99  | 中村直樹                | TEAM VALINO × N-STYLE                              | VALINO N-STYLE SILVIA                   | PS13    | バリノ         |

## その他
- フォーミュラレースやツーリングカーレースなどのトップカテゴリーとは異なり、選手の大多数がレーシングドライバー専業ではなく、自営業（チューニングショップ経営など）や会社員として働きながらシリーズに参戦している[注 18]。SUPER GTなどで活躍するプロレーシングドライバーの織戸学[注 19]や谷口信輝[注 20]、片岡龍也が参戦したこともある。
- 2009年の第3・4戦（岡山国際サーキット）で、同じサーキットで2連戦を行う「デュアルファイナル」が初めて実施された。近年はデュアルファイナルが増加傾向にあり、2021年、2023年は全ラウンドがデュアルファイナルとなっている。
  - その第3戦岡山では、斎藤太吾と日比野哲也が同時優勝するという珍事が発生した。追走トーナメントの決勝1本目の後、斎藤がマシントラブルによりリタイア届を提出したが、その後処置を施し2本目を走行、結果として斎藤が勝利した。しかし、表彰式後にリタイア届撤回が確認されていないことが判明し、レギュレーション上の不備として抗議があったため決勝の判定を無効としたことによるものである。なお、日比野はこれが初優勝となった[46]。
- 2011年の第1戦オートポリスでは、大雨と霧の影響で追走トーナメントベスト16の途中で中断・大会終了となり、単走の順位をもって総合ランキングとされた[47]。同様のことは2014年の第1戦でも発生し[48]、松川和也が初優勝を果たした。
- フロントウインドウに装着するハチマキの色は、2003年が白赤 (文字は「D1 GRAND PRIX」) 、2004年〜2008年が橙 (D1 GRAND PRIX) 、2009年〜2015年が橙 (D1 GRAND PRIX ) /黒 (Gran Turismo) 、2016年〜2021年が白 (Gran Turismo) /黒 (D1 GRAND PRIX)[注 21]。2022年シーズンからは新たに灰 (professional drift series) /ピンク (D1 GRAND PRIX/Gran Turismo) となった。2023年シーズンは橙、黒のカラーに戻ったが、Gran TurismoとD1 GRAND PRIXの文字が反転している。

### 海外進出
- 前述のアメリカ・アーウィンデールスピードウェイでの開催やイギリス・シルバーストン・サーキットでのエキシビジョン開催等で海外でも注目されるようになり、ドリフトが世界に広まるきっかけとなった。
- 映画『ワイルドスピードX3 TOKYO DRIFT』のドリフトシーンのスタントは、当時の現役D1ドライバーである熊久保信重、田中一弘などである。本国のアメリカロケではリース・ミレン（英語版）、タナー・ファウストらが担当している。
- アメリカの人気ドラマ「HEROES」の第一話では、登場人物のヒロとアンドウが東京メトロに乗るシーンで、広告に2002年D1GPの第2戦日光での手塚強と春口満のクラッシュ映像が映し出されている。

## 放送
地上波や衛星放送でのテレビ中継は行われていない。競技の映像は長年にわたりビデオオプション（VHS、DVD）に収録されていたが、ビデオオプションのYouTubeへの移行に伴い、2018年シリーズからはD1GP公式YouTubeチャンネル（D1GP MOVIE CHANNEL）が大会のライブ配信を行うようになった。その後2023年には、D1GP公式チャンネルに代わりビデオオプションの公式チャンネル（VIDEO OPTION）が配信を担当することとなった。
かつては、BSフジで「D1KING!」という名のテレビ番組が放送されていた。主な出演者は、ぼれろ、衣知川りんなどが挙げられる。
実況はシリーズ設立当初より鈴木学が務める（一時期MCの辻直樹が単走の一部などを担当していたことはあった）。解説も主に鈴木が担当するが、野村謙や『ドリフト天国』編集長の川崎隆介などが解説席に座ることもある。過去の追走トーナメントでは、前日の単走で敗退した選手が解説を務めたこともあった。2023年からは、会場の実況は変わらず鈴木が担当し、YouTubeによる生配信では実況を辻、解説を谷口信輝（第5・6戦では熊久保信重）が務める体制になった。2024年の解説は熊久保信重が務めていた。
上述の日本語による実況に加え、Alexi Smithによる英語実況も同チャンネルにて生配信されている。

## イメージガール

### 「D Sign」（2007年 - 2012年）
初代イメージガールユニット。2007年以前にもイメージガールが存在したが、この年以降この“D Sign”（ディー・サイン）という名称が定着していった。

#### 歴代メンバー
- 2007年：後藤宏美、立木ゆりあ、菊地亜沙美、田代綾夏
- 2008年：菊地亜沙美、立木ゆりあ（いずれも前年から続投）
- 2009年：山内智恵、望月ユリカ（現：三条ユリーカ）、梅田彩佳（AKB48）
- 2010年：岩田まりな、桐山瑠衣、冴木みれい
- 2011年：鈴木蛍（sherry）、小林アナ
- 2012年：小野さゆり

### 「D-Loveits」（2017年- ）
新生イメージガールユニットが発足。読みは（ディー・ラビッツ）。テレビや雑誌広告、ニコニコ生放送配信などメディア露出を中心にプロモーションしている。タレント、現役レースクイーン、元レースクイーン、新人等バラエティ豊かなメンバーで構成されている。

#### 歴代メンバー
- 2017年：あべみほ、今井みどり、霧島聖子、藤谷彩花、大沢真理恵、高橋としみ
- 2018年：市川愛、ノリコ･ザ･ヘッジホッグ